# East London
East London (afrikaansul: Oos-Londen, xhosza nyelven eMonti) város a Dél-afrikai Köztársaságban, az Indiai-óceán partján. Lakossága 2011-ben 267 000 fő volt, ebből 70% fekete, 16% fehér, 14% egyéb (kevert, ázsiai).
Iparváros, fő ágazatai az autógyártás, ruházati ipar, textilipar, gyógyszergyártás, élelmiszer-feldolgozás. Tengeri kikötőjét 1826-ban alapították a Buffalo folyó torkolatában. 

## Látnivalók
- Városi múzeum
- Városháza
- Ann-Bryant Művészeti Galéria
- Gately House (Az első polgármester lakóháza)
- East London Akvárium
- Queen's Park Botanical Garden & Zoo (Botanikus kert és állatkert)
- East London Coast State Forest
- Tengerpart
- Inkwenkwezi Private Game Reserve (vadrezervátum, a várostól 30 km)

## Fordítás
- Ez a szócikk részben vagy egészben  az   East London, Eastern Cape című angol Wikipédia-szócikk fordításán alapul.  Az eredeti cikk szerkesztőit annak laptörténete sorolja fel. Ez a jelzés csupán a megfogalmazás eredetét és a szerzői jogokat jelzi, nem szolgál a cikkben szereplő információk forrásmegjelöléseként.